# Édouard Nignon
Édouard Nignon (ur. 9 listopada 1865 w Nantes, zm. 30 października 1934 w Bréal-sous-Montfort) – francuski szef kuchni, autor książek kucharskich.

## Życiorys
Syn dziennikarza Pierre'a Nignona i krawcowej Anne Le Rhun. W 1874 rozpoczął naukę w restauracji Cambronne. Rok później przeniósł się do najbardziej znanej w Nantes restauracji Monier, gdzie nauczył się czytać i pisać. Po zakończeniu praktyki wyjechał do Paryża, gdzie zaczynał od pracy pomocnika kucharza, by przejść przez wszystkie szczeble kariery kucharskiej i wreszcie objąć stanowisko szefa kuchni w restauracji Marivaux. Pracował także w Austrii, gdzie gotował dla cesarza Franciszka Józefa I. Stamtąd na zaproszenie rosyjskiego milionera Iwana Morozowa przeniósł się do Rosji i gotował dla cara Mikołaja II. W latach 1894–1901 był szefem kuchni w Hotelu Claridges w Londynie. W 1908 powrócił do Francji i kupił restaurację Larue w Paryżu. 
W czasie I wojny światowej, kiedy jego restauracja przeżywała kryzys zajął się pisaniem książek kucharskich. Najsłynniejszą z nich stała się Pochwała kuchni francuskiej, wydana w 1933. W 1928 przeszedł na emeryturę.

## Postać Nignona w kulturze
W filmie Les Saveurs du palais dzieło Nignona Pochwała kuchni francuskiej jest ulubioną książką kucharską Prezydenta Republiki, który czytywał ją od dziecka. Egzemplarz książki przekazuje jako wyraz wdzięczności dla kucharki Hortense Laborie.

## Dzieła
- 1919 : L'Heptaméron des gourmets ou les Délices de la cuisine française
- 1926 : Les Plaisirs de la table, où sous une forme nouvelle, l'auteur a dévoilé maints délicieux secrets et recettes de bonne cuisine, transcrits les précieux avis de gourmets fameux et de fins gastronomes, conseillers aimables et sûrs en l'art de bien manger
- 1933 : Éloges de la cuisine française, (Pochwała kuchni francuskiej), przedmowa Sacha Guitry.